# نوكاردية خراجية
نوكاردية خراجية (الاسم العلمي: Nocardia abscessus) هي نوع من البكتيريا تتبع جنس النوكاردية من فصيلة النوكارديات.